# Васильев, Эдмунд Евгеньевич
Эдмунд Евгеньевич Васильев (латыш. Edmunds Vasiļjevs; род. 20 февраля 1954, Рига) — советский хоккеист, нападающий.

## Биография
Младший брат Харальда Васильева. Начинал играть в команде «Вагоностроитель» / РВЗ Рига. С сезона 1969/70 — в «Динамо» Рига, выступал вместе с братом. С сезона 1980/81 — в команде второй лиги «Латвияс Берзс», где играл до 1985 года.
Победитель чемпионата Европы юниорских команд 1973 года и I неофициального чемпионата мира среди молодёжных команд 1974 года.
Тренер в хоккейной школе «Латвияс Берзс», в Юрмальской спортивной школе.